# Masahiro Fukazawa
Masahiro Fukazawa (深澤 仁博 Fukazawa Masahiro?), född 12 juli 1977 i Shizuoka prefektur, är en japansk före detta fotbollsspelare.
Fukazawa började sin karriär 1996 i Yokohama Marinos (Yokohama F. Marinos). 2000 flyttade han till Albirex Niigata. Han spelade 141 ligamatcher för klubben. 